# 29672 Сальво
29672 Сальво (29672 Salvo) — астероїд головного поясу, відкритий 12 грудня 1998 року.
Тіссеранів параметр щодо Юпітера — 3,493.